# Kineziológia (tudomány)

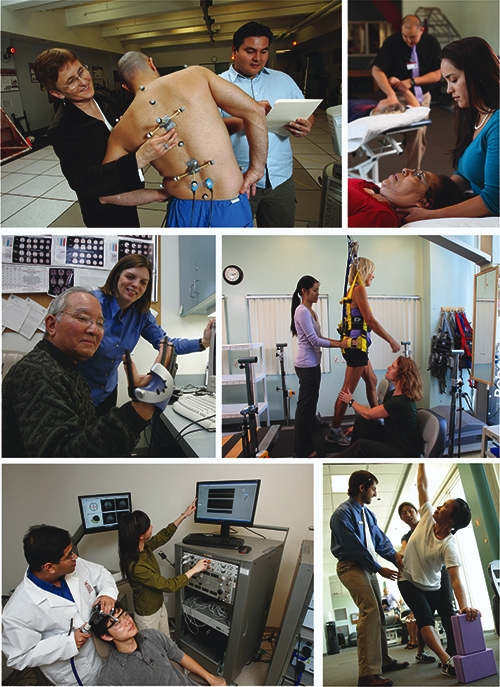
Kineziológiai kutatások és gyakorlatok

A kineziológia (görög κίνησις „mozgás”, azaz „mozgástudomány”) az emberi és állati mozgást, teljesítményt és működést tanulmányozza, amely alkalmazza a biomechanika, anatómia, fiziológia, pszichológia és idegtudomány eredményeit.
A humán kineziológia vagy humán kinetika egy sporttudományi szakág, amely az emberek fizikai teljesítményének, állóképességének, terhelhetőségének vizsgálatával, az erőnlétük megőrzésével, a mozgáskultúra fejlesztésével foglalkozik.
A humán kineziológia nem tévesztendő össze a (gyakran szintén csak kineziológiaként emlegetett) alkalmazott kineziológiával, amely egy áltudományon alapuló alternatív gyógymód, és azt állítja magáról, hogy különböző betegségeket képes kezelni az izomfeszültség vizsgálata alapján.